# الرأسمالية والحرية (كتاب)
الرأسمالية والحرية هو كتاب لميلتون فريدمان نُشر في الأصل عام 1962 من قبل دار نشر جامعة شيكاغو ويناقش دور الرأسمالية الاقتصادية في المجتمع اللِّيبرالي. بيع أكثر من 400,000 نسخة في الثمانية عشر عامًا الأولى وأكثر من نصف مليون نسخة منذ عام 1962. وتُرجم الكتاب إلى 18 لغة.
يدافع فريدمان عن الحرية الاقتصادية كشرط مسبق للحرية السياسية. يعرّف «الليبرالية» بمصطلحات عصر التنوير الأوروبي، بما يتعارض مع الاستخدام الأمريكي الذي يعتقد أنه فاسد منذ الكساد الكبير.
يحدد الكتاب عدة أماكن يمكن فيها الترويج للسوق الحر لأسباب فلسفية وعملية. من بين المفاهيم الأخرى، يدعو فريدمان إلى إنهاء الترخيص الإلزامي للأطباء وإدخال نظام قسائم للتعليم المدرسي.

## السياق
نُشر كتاب الرأسمالية والحرية بعد ما يقارب عقدين من الحرب العالمية الثانية، في وقت كان الكساد العظيم لا يزال في ذاكرة الشعوب. في ظل إدارات كينيدي وإدارات أيزنهاور السابقة، كانت النفقات الفيدرالية تنمو بوتيرة سريعة في مجالات الدفاع الوطني، والرعاية الاجتماعية، والبنية التحتية. أيد الحزبان الرئيسيان، الديمقراطي والجمهوري، زيادة الإنفاق بطرق مختلفة. هذا، بالإضافة إلى الصفقة الجديدة، التي دعمها معظم المثقفين مع تبرير الاقتصاد الكينزي. يقدم كتاب الرأسمالية والحرية فكرة كيف يمكن للرأسمالية التنافسية أن تساعد في تحقيق الحرية الاقتصادية.
استُلهم الكتاب من سلسلة محاضرات ألقاها فريدمان في يونيو عام 1956 في كلية واباش.

## التأثير
كانت تأثيرات الرأسمالية والحرية كبير ومتنوع في مجال الاقتصاد السياسي. اختُبرت ونُفذت بعض اقتراحات فريدمان في العديد من الأماكن، مثل ضريبة الدخل الثابتة في إستونيا (منذ 1994) وسلوفاكيا (منذ 2004)، وهو سعر صرف عائم حل محل نظام بريتون وودز بالكامل تقريبًا، ونظام القسيمة المدرسية الوطنية في تشيلي (منذ 1981) والسويد (منذ 1992)، للاستشهاد ببعض الأمثلة البارزة. ومع ذلك، نادرًا ما نُظر في العديد من الأفكار الأخرى، مثل إنهاء الترخيص، وإلغاء ضريبة دخل الشركات (لصالح ضريبة الدخل على حامل الأسهم). على الرغم من أن السياسيين يزعمون في كثير من الأحيان أنهم يعملون من أجل «التجارة الحرة»، وهي فكرة يدعمها الكتاب، إلا أن قلة من السياسيين الأمريكيين فكروا في قبول اقتراحه بالتخلص التدريجي من جميع الرسوم الجمركية في غضون 10 سنوات. ومع ذلك، نشر فريدمان عدد من الأفكار التي لم تكن معروفة من قبل لمعظم الاقتصاديين الخارجيين. ساعد هذا العمل وغيره من الأعمال على جعل اسم ميلتون فريدمان مألوفًا. وصف ملحق التايمز الأدبي الكتاب بأنه «أكثر الكتب المنشورة تأثيرًا منذ الحرب».
أثر كتاب الرأسمالية والحرية، إلى جانب الكثير من كتابات ميلتون فريدمان، على حركة الفلسفة التحررية والمحافظة في أمريكا. دفعت فلسفة ميلتون في الحرية الاقتصادية والفردية أحزابًا سياسية متشابهة التفكير إلى الظهور، مثل الحزب الليبرتاري وحزب الشاي.
كان الرأسمالية والحرية من ضمن أفضل 50 كتابًا في القرن العشرين لمعهد الدراسات المشتركة بين الكليات، كما احتل المرتبة العاشرة في قائمة أفضل 100 كتاب غير خيالي في القرن العشرين صنفتها مجلة ناشونال ريفيو. في عام 2011، وُضع الكتاب على قائمة أفضل 100 كتاب غير خيالي لمجلة تايم كُتب باللغة الإنجليزية منذ عام 1923.